# HIP 79431 b
HIP 79431 b — экзопланета у звезды HIP 79431 в созвездии Скорпиона. Планета находится на расстоянии 47 световых лет от Земли.
Планета была открыта в 2010 году методом Доплера.
Родительская звезда является красным карликом спектрального класса M3V.
Планета HIP 79431 b имеет массу 2,1 массы Юпитера, является примером газового гиганта. Она находится очень близко к звезде, на расстоянии 0,36 а.е. Эксцентриситет орбиты равен 0,29.